# Хасанова, Флюра Сиреньевна
Флюра Сиреньевна Хасанова (Ускова; 31 декабря 1964, Чирчик) — советская и казахстанская шахматистка, гроссмейстер (1998) среди женщин. Заслуженный тренер (2014) и международный арбитр ФИДЕ (2001).
Чемпионка СССР среди девушек и Москвы среди женщин (1982). Победительница первого официального чемпионата мира среди девушек (1983). Участница чемпионата СССР (1986) — 12—15-е места. Лучшие результаты в международных турнирах: Ташкент (1986) —1—2-е; Алма-Ата (1987) — 2—3-е места. В составе сборной Казахстана участница 5-и Олимпиад (1992—1996, 2000 и 2004).
Основатель и гл тренер Шахматной школы Ф.ХАСАНОВОЙ www.chezz.kz. 1999 год.

## Изменения рейтинга
| График не отображается по техническим причинам. Чтобы исправить это, воспроизведите график в новом формате, если это возможно. |